# Stenochironomus sebastiao
Stenochironomus sebastiao är en tvåvingeart som beskrevs av Andersen, Mendes och Pinho 2008. Stenochironomus sebastiao ingår i släktet Stenochironomus och familjen fjädermyggor. Inga underarter finns listade i Catalogue of Life.